# Otgonbayar Ershuu
Otgonbayar Ershuu (Ulan Bator, 18 gennaio 1981) è un pittore mongolo.

## Biografia

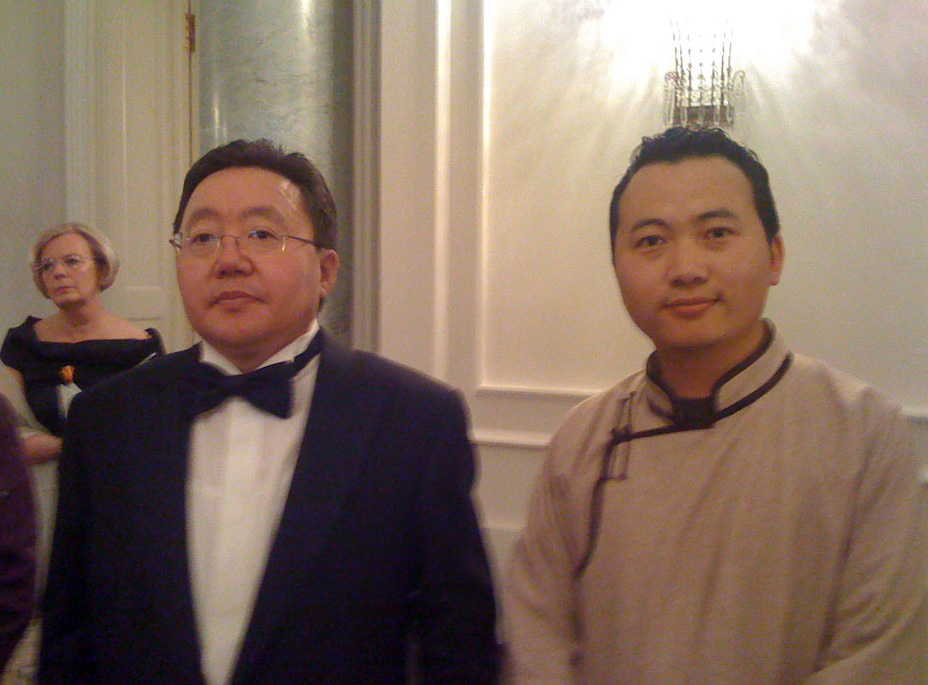
Cahiagijn Ėlbėgdorž, allora presidente della Mongolia, e Otgonbayar Ershuu nel 2012

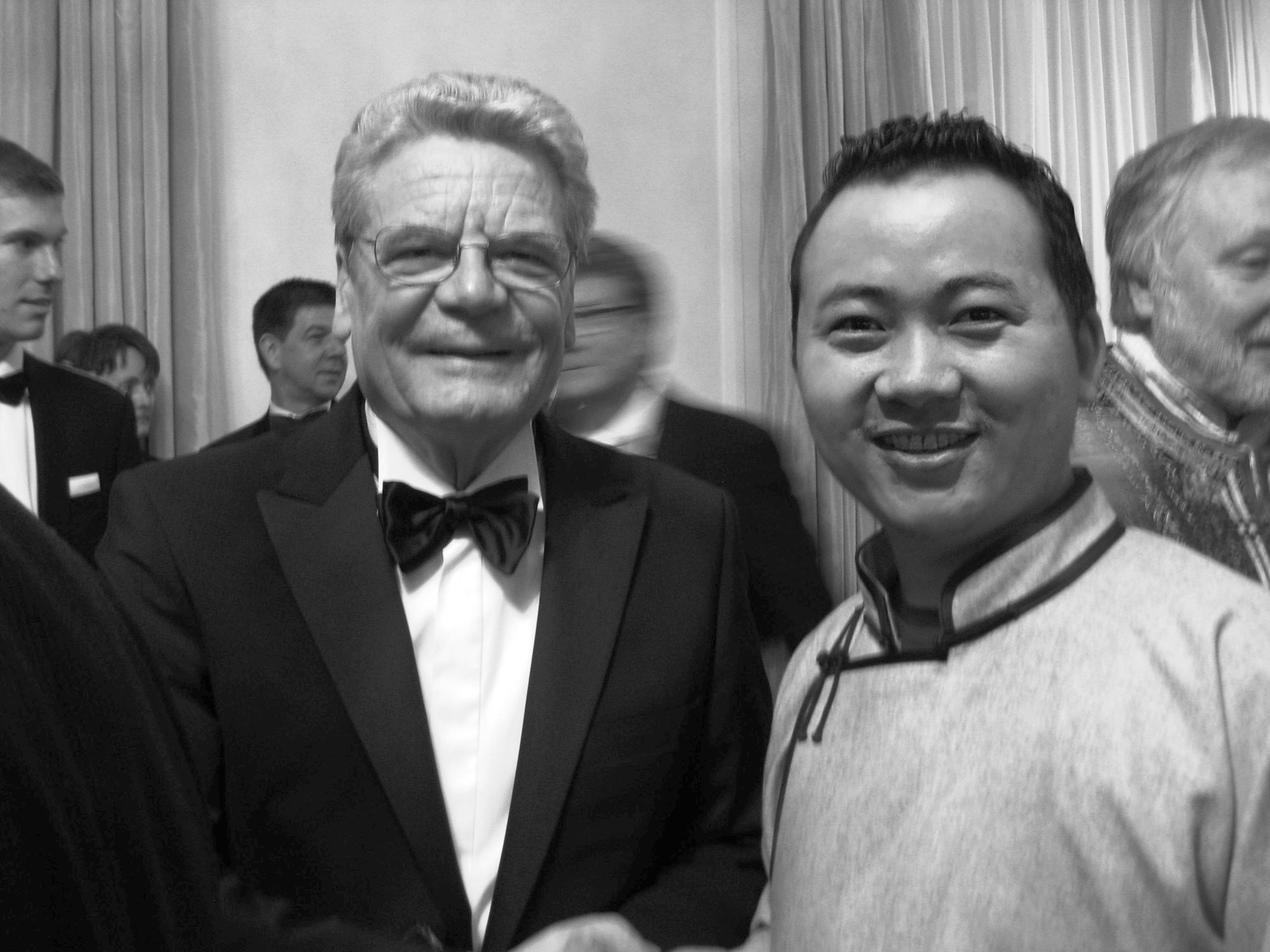
Joachim Gauck, allora presidente della Germania, e Otgonbayar Ershuu, Castello del Belvedere, 2012

Il suo nome d'arte è OTGO. È cresciuto ad Ulan Bator con sette fratelli ed un fratello adottivo. La pittura lo ha affascinato sin dalla sua infanzia. Il suo talento venne riconosciuto e all'età di 15 anni tenne le prime mostre personali. Ha studiato pittura tradizionale mongola ad Ulan Bator concludendo gli studi di pittura nel 1998. Dopo gli studi ha preso parte come pittore e restauratore a molti viaggi di ricerca in luoghi storici della Mongolia. Nei monasteri buddisti e lamaisti ha studiato diverse tecniche e l'iconografia della pittura in miniatura some anche i loro retroscena spirituali. A partire dal 1998 vive come artista libero. Tra le sue opere si annoverano, oltre a lavori artistici liberi, anche circa seicento quadri di ricerca sull'arte buddista. OTGO vive dal 2005 a Berlino e ad Ulan Bator. Dal 2007 al 2010 ha studiato presso l’Istituto di Arti Figurative dell’Università delle Arti di Berlino ed ha concluso gli studi nel 2010 in qualità di Master of Arts. Dal 2001 Otgonbayar Ershuu ha presentato i suoi lavori in mostre internazionali in Giappone, Svezia, Francia, Paesi Bassi, India, Repubblica Ceca, Svizzera, Germania e Mongolia.

## Arte

### Pittura Thangka

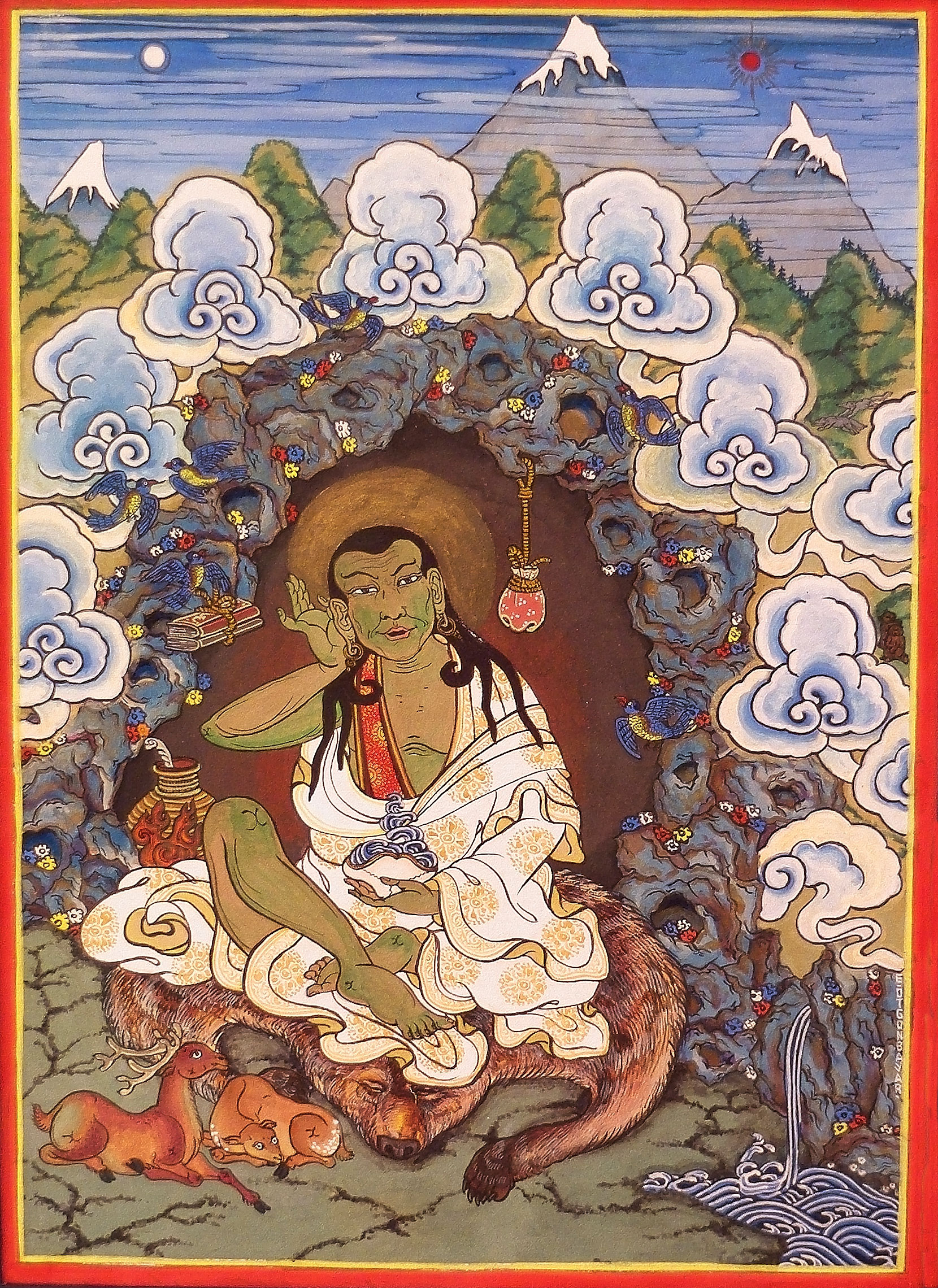
Milarepa, tempera su cotone, 21x30 cm, 2008

I Thangka di OTGO sono nati non solo da intenzioni religiose bensì molto di più per una sorta di sfida di voler apprendere una difficile e tradizionale tecnica di lavorazione. Un fascino per la tecnica di realizzazione ed una propria esigenza di una conferma artistica individuale hanno svegliato, nonostante la regolarità, l'ambizione dell'artista e hanno rappresentato l'inizio di uno sviluppo pluriennale nel campo della pittura thangka. OTGO ha sviluppato la sua tecnica durante il suo lungo viaggio attraverso la Mongolia. Una particolarità dei thangka di OTGO è che egli li disegna direttamente sulla tela di lino risparmiandosi così facendo lo step del disegno sul foglio per gli schizzi. Se si considera che i suoi quadri sono leggermente più grossi di una diapositiva, si comprende immediatamente quanto il pittore debba lavorare in maniera dettagliata per completare un quadro.
Otgonbayar Ershuu ha realizzato 600 thangka e la maggior parte dei quadri è nata in un solo step. Con ogni pennellata passata soltanto una volta è quasi impossibile correggere gli errori. È necessario mantenere un alto grado di concentrazione per ore, senza considerare i naturali bisogni umani o fattori di disturbo imprevedibili. La pittura thangka mongola è miniaturizzata secondo la tradizione del paese e anche l'iconografia è stata adattata allo sfaccettato mondo della fede. Il repertorio di figure di OTGO si rivolge ai mondi degli dei dello sciamanesimo, del tengrismo e del buddismo. Salta all'occhio la rappresentazione per lo più erotizzata dei temi dipinti. Un leitmotiv della fede mongola è il raggiungimento dell' „unità del tutto“ attraverso il superamento di tutte le contraddizioni del reale mondo fenomenico. Emblematico per questo processo è l'unione sessuale tra uomo e donna che alla fine porta in sé il germoglio della nuova vita. L'erotizzazione dei contenuti religiosi dei dipinti diventa, considerando quest'idea di fondo, una conseguenza naturale e quasi implicita.
Otgonbayar Ershuu estrae i suoi temi della pittura e delle figure divine dalle rappresentazioni artistiche tradizionali. A volte le sue miniature divine sono dettagli di un grande quadro o l'interpretazione in pittura di una scultura diventando tuttavia sempre in una versione molto particolare ed individuale delle vere „OTGO's”.  Otgonbayar Ershuu lavora nella realizzazione dei suoi thangka con diversi colori di fondo, affinché ciò sia possibile è necessario trattare preventivamente le tele di lino.
La prima mano di nero è un mix tra fuliggine nera, gesso e vodka o acquavite al latte. A questo miscuglio vengono aggiunti pigmenti estratti da minerali o da piante. Alla fine il miscuglio viene aggiunto a colla di yakhaut e applicata su entrambe le parti della tela. Un semplice test olfattivo rivela, anche dopo oltre 10 anni, l'utilizzo di fuliggine e alcool per il trattamento del materiale e conferisce ai lavori il loro carattere.

### Pittura HUN (persone)

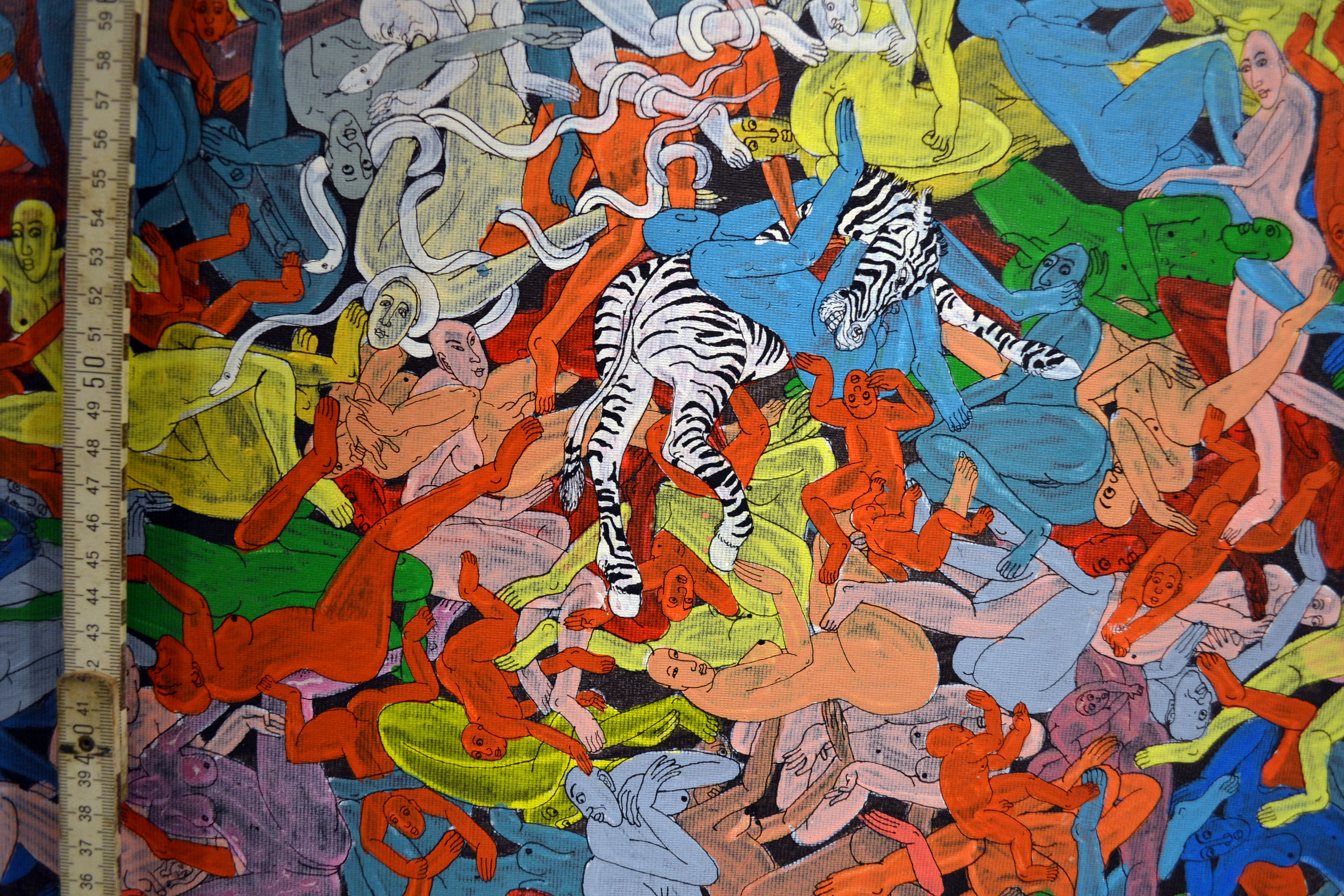
A dettaglio
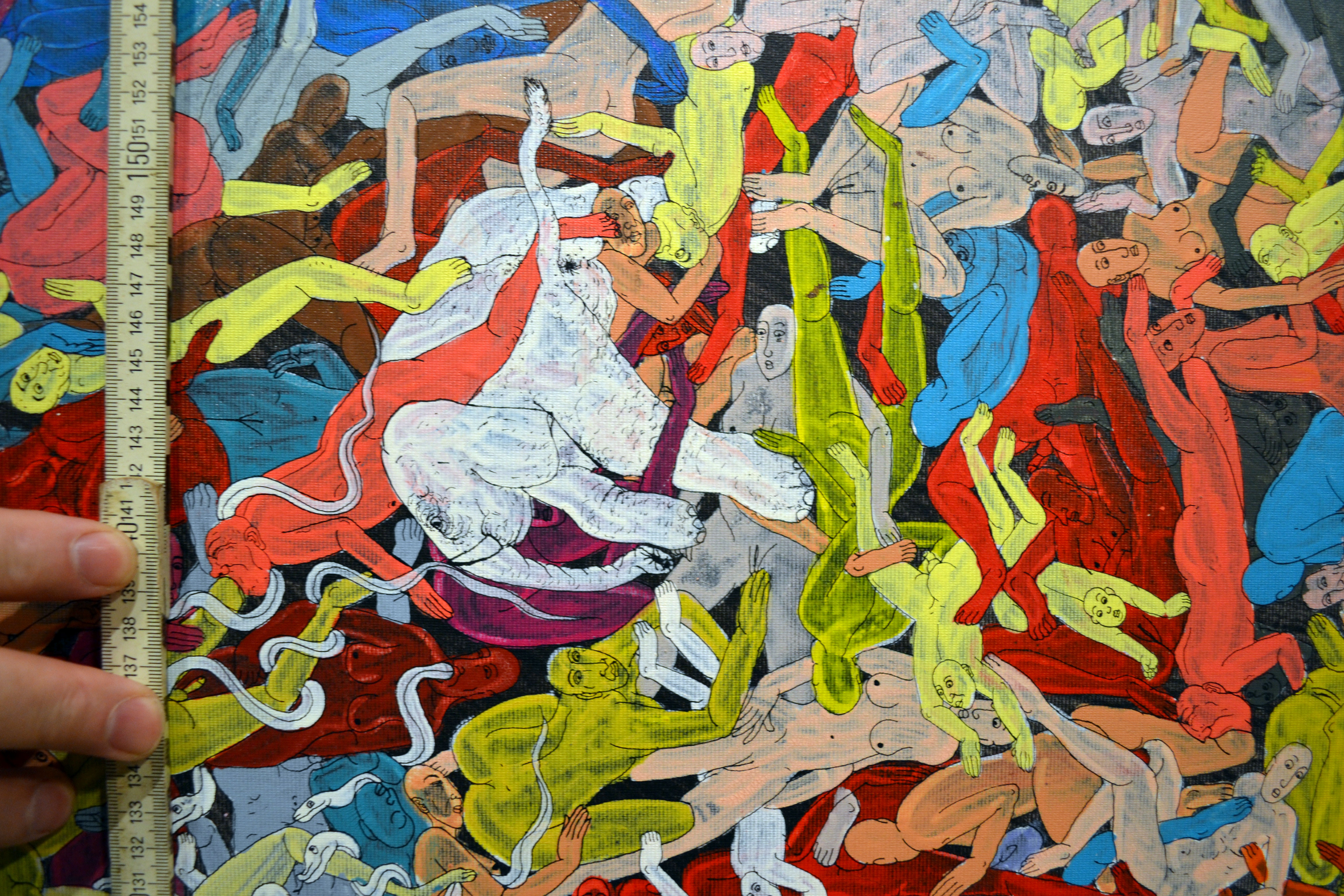
B dettaglio
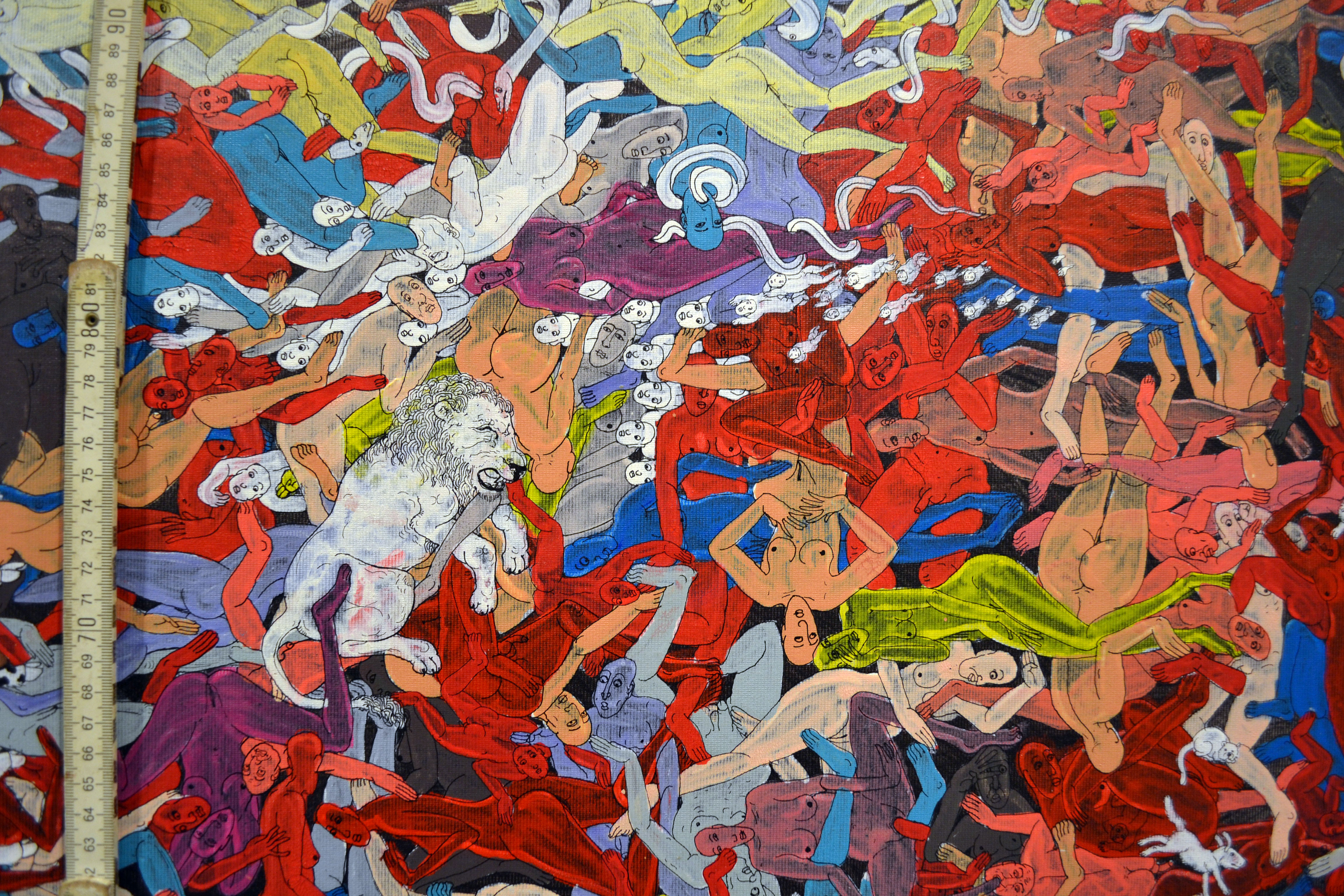
C dettaglio
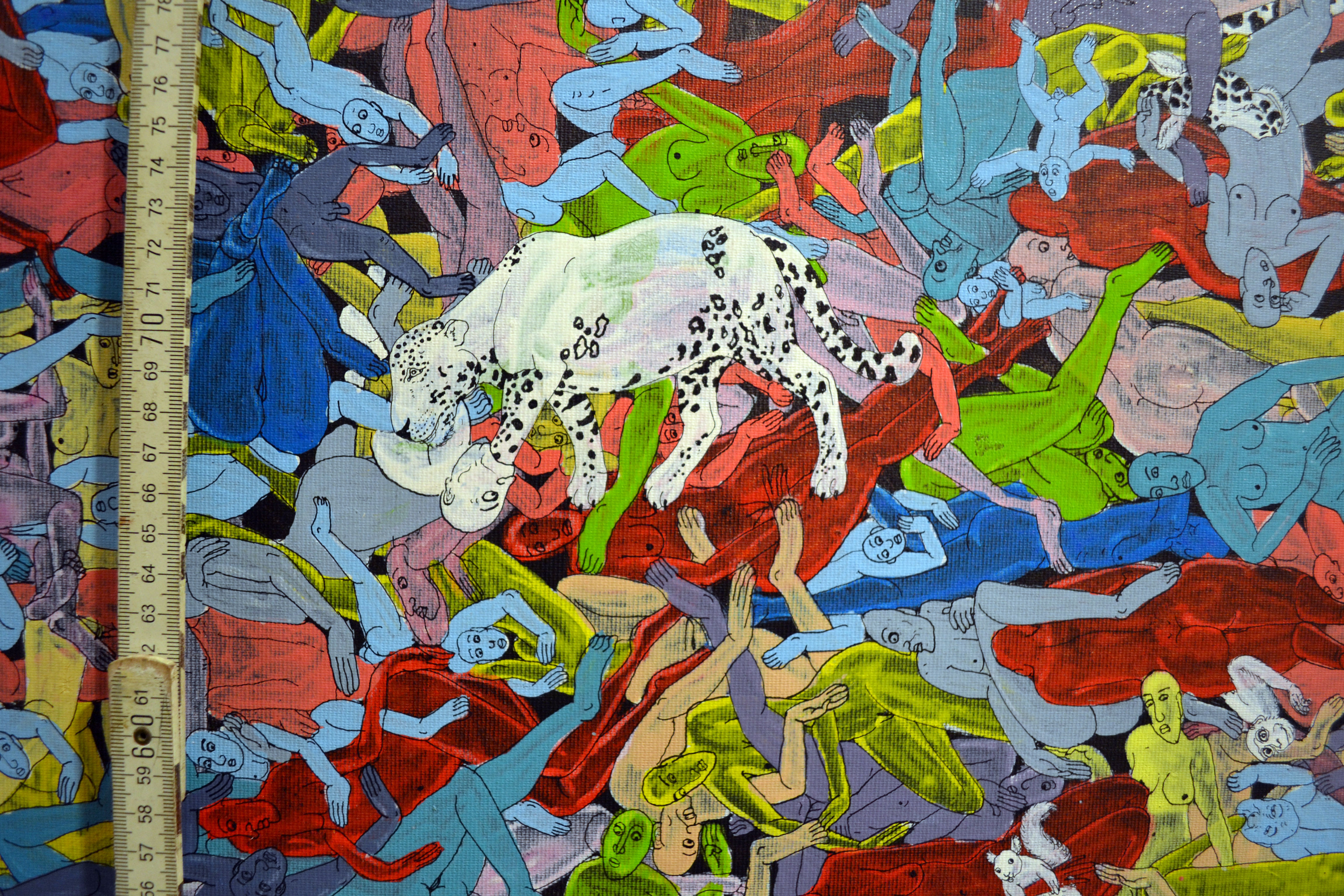
D dettaglio
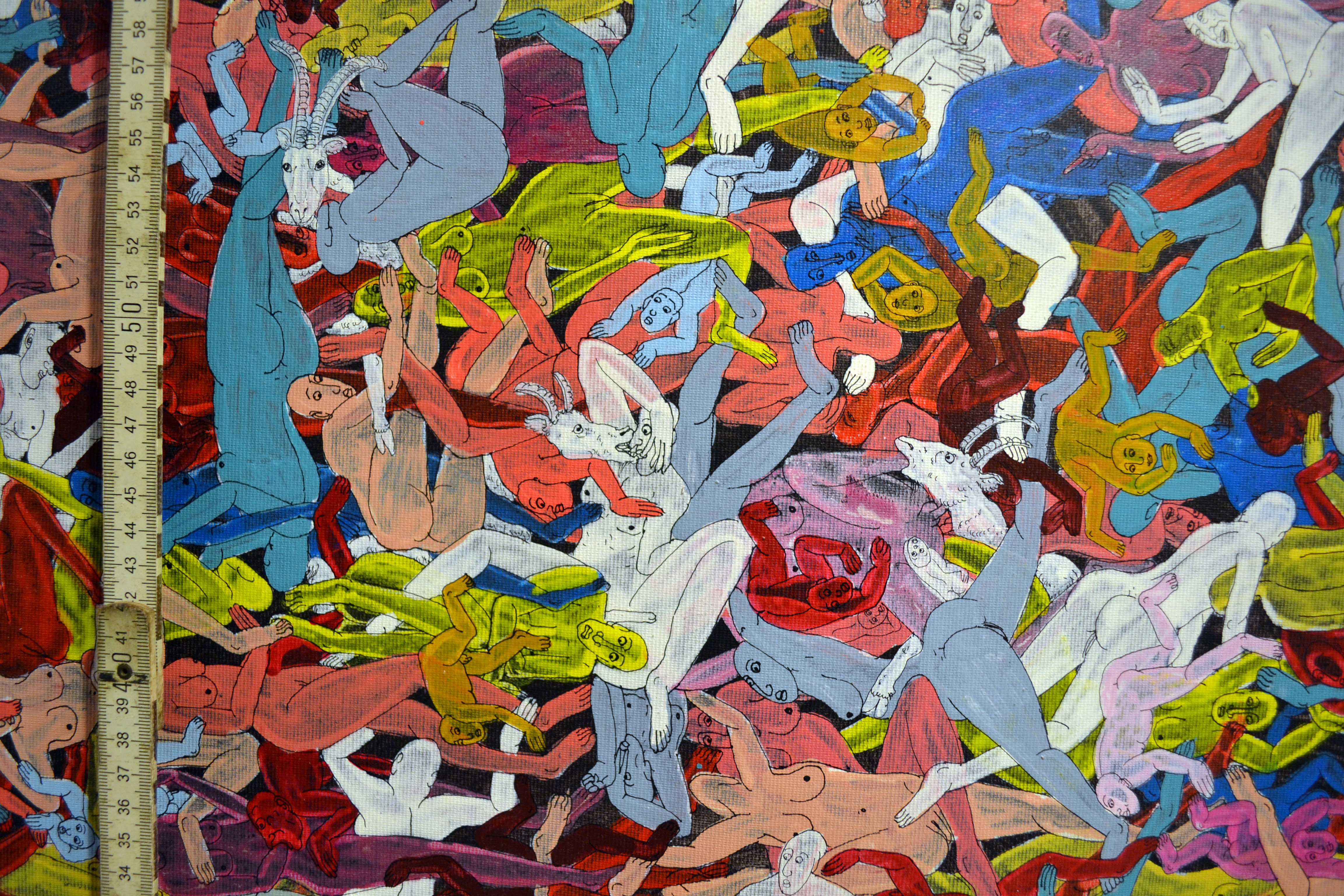
E dettaglio

### Fumetti

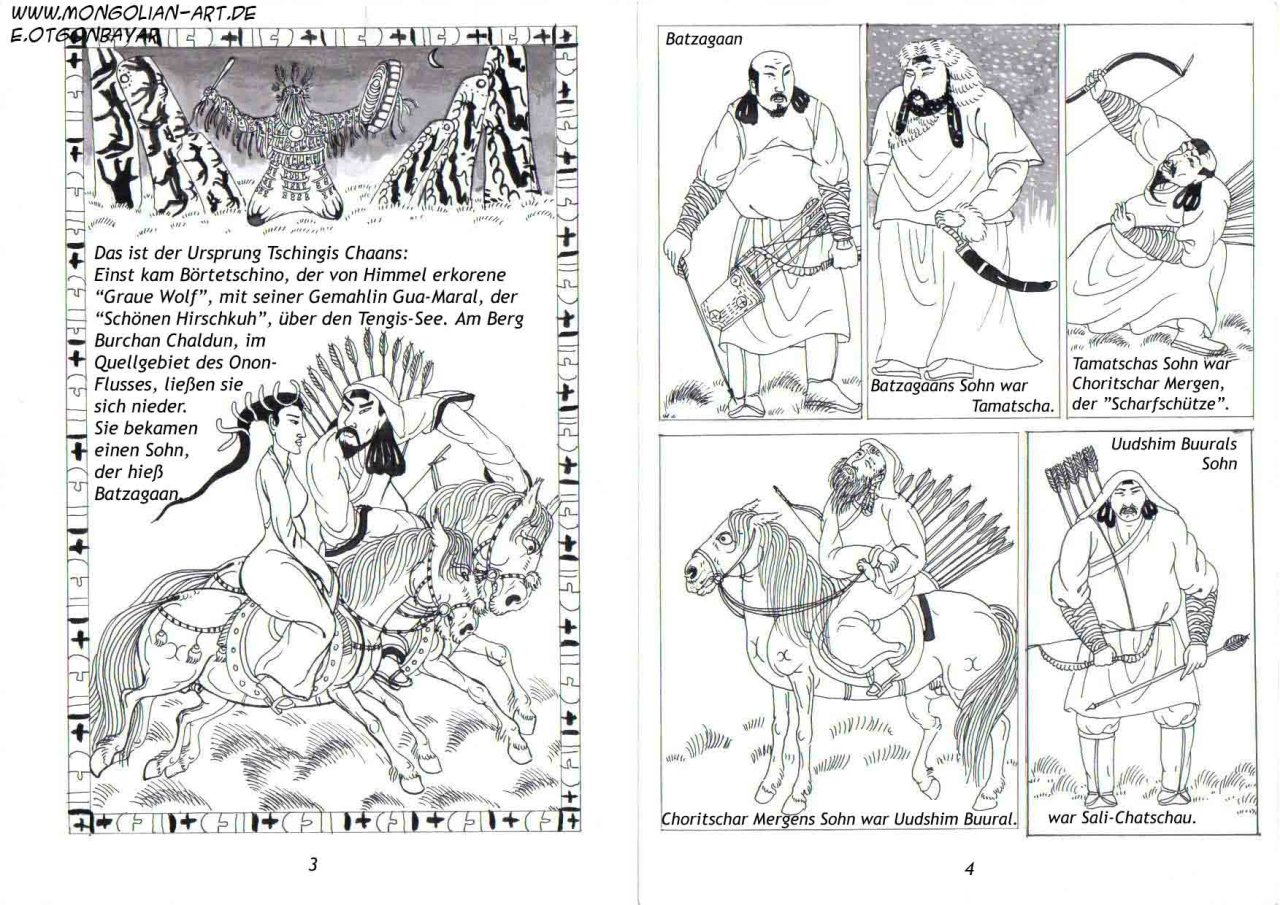
Storia segreta dei mongoli, Inchiostro su carta

Un lavoro pluriennale di OTGO è la "Storia segreta dei mongoli – come fumetti raccontata nello stile della pittura mongola". Questi fumetti sono costituiti da circa 600 pagine che si suddividono in dodici capitoli. Ogni pagine del libro mostra diverse immagini per un totale di circa 3000 disegni. La "Segreta storia dei mongoli" è stata scritta circa 800 anni fa. È la più antica e importante opera letteraria dei mongoli, al tempo stesso mito, epos e cronaca. Originalmente non conteneva illustrazioni. Al fine di rendere questa storia più comprensibile e più interessante per diverse fasce d'età, egli ha deciso di elaborare il contenuto di questa significante opera come pittura in miniatura mongola. Particolare importanza ha rappresentato per lui, durante il lavoro ai fumetti, riportare le caratteristiche dei mongoli così come i fatti storici e gli antefatti nel modo più fedele all'originale possibile. Perciò si sono rese necessaria intense ricerche che lo hanno portato ad esplorare in diversi campi del sapere. Tramite il coinvolgimento della pittura in miniatura deve essere assimilato qualcosa di caratteristico e di tradizionalmente mongolo

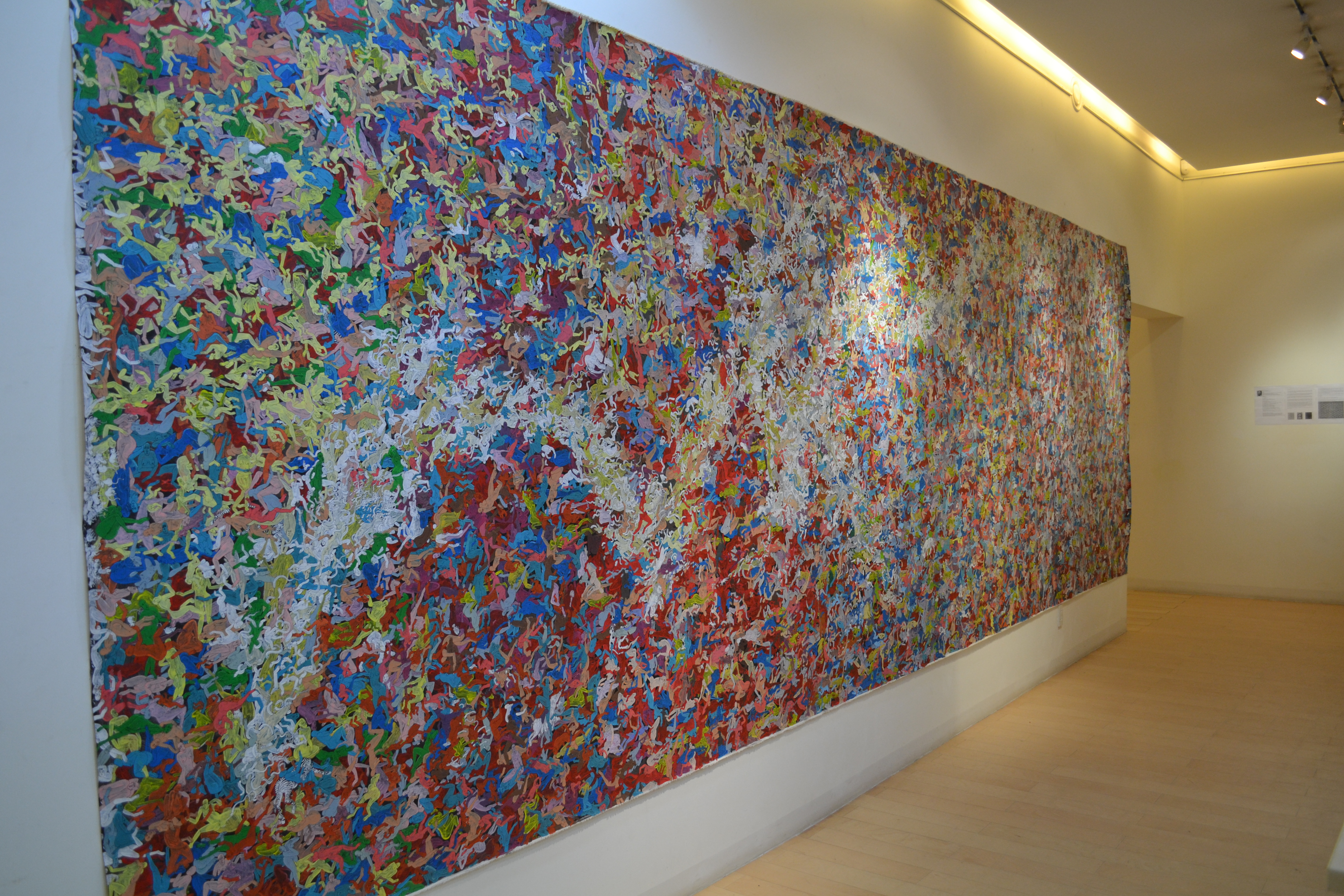
Pittura "HUN" 660 x 217 cm, acrilico su tela

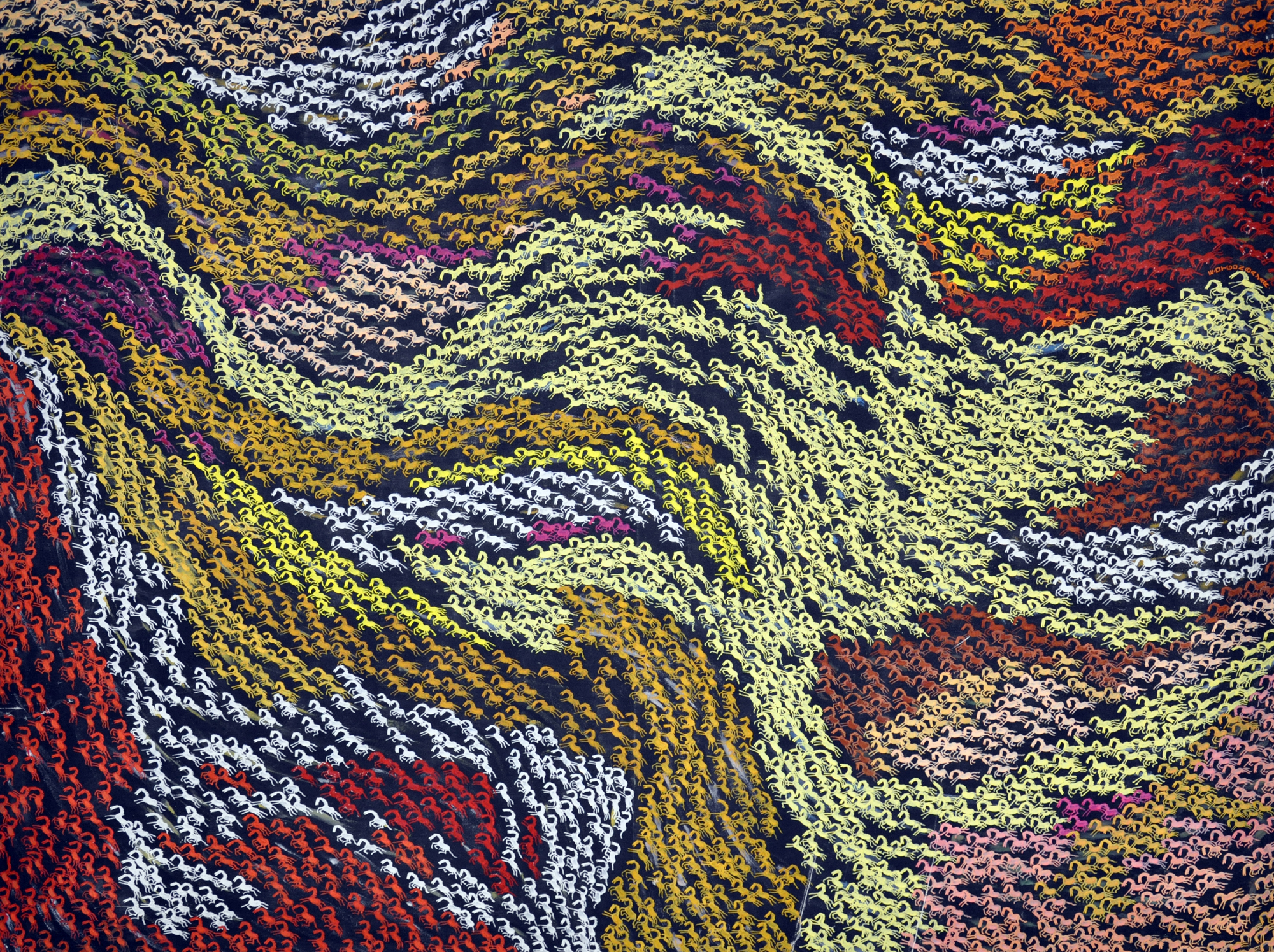
Roaring Hoofs −12, tempera su cotone, 120 x 160 cm, 2008

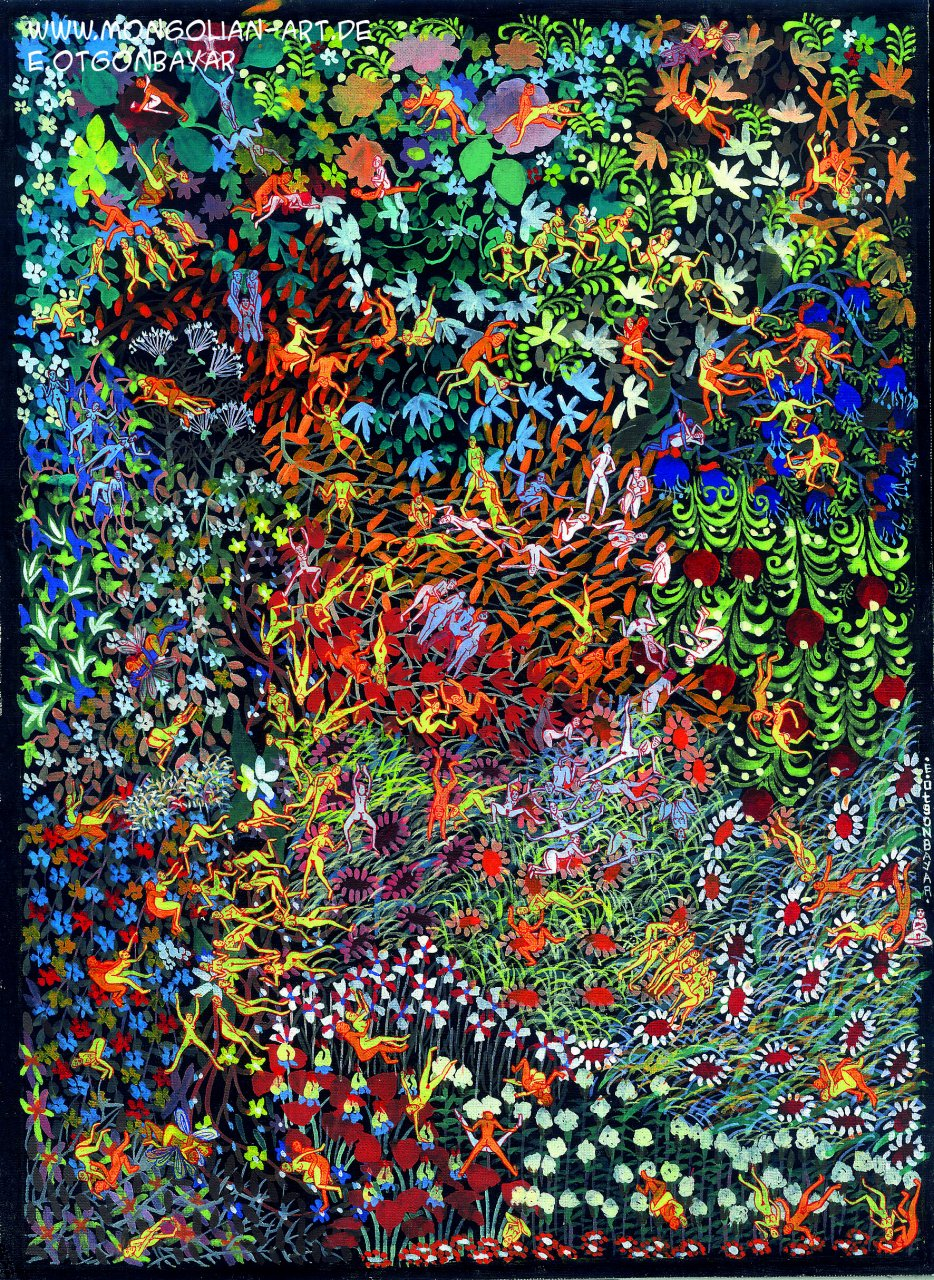
Paradiso −02 tempera su cotone, 21x30cm, 2003

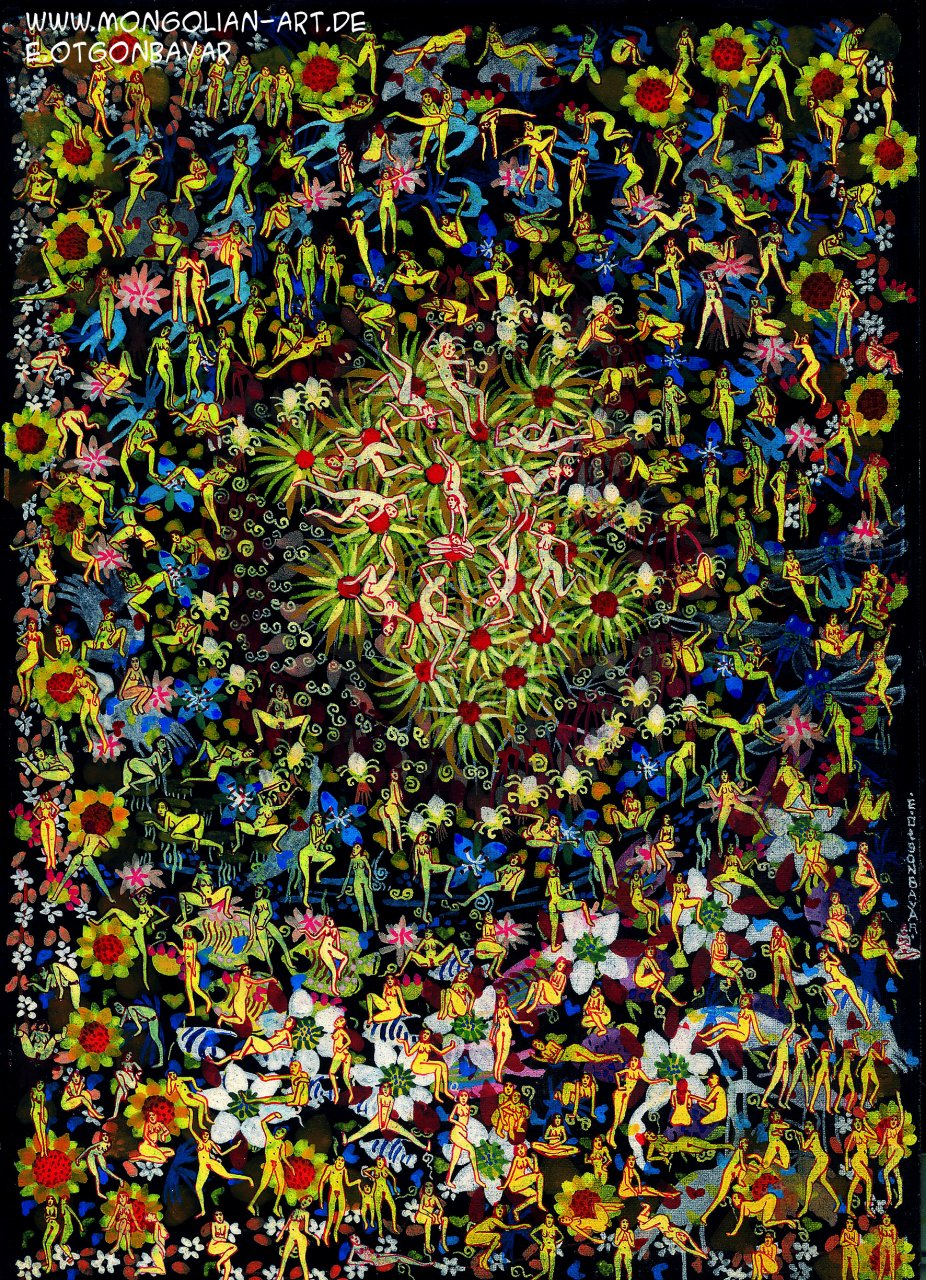
Paradiso −07 tempera su cotone, 21x30cm, 2003

## Film
- ZURAG film[8] — Artista Otgonbayar Ershuu (Documentazione Arte), Germania / Mongolia 2010 Un film di Tobias Wulff
- HUN film[9] — "OTGO" Otgonbayar Ershuu, "HOSOO" Khosbayar Dangaa & Transmongolia (Documentazione Arte), Germania 2012 Un film di Dave Lojek

## Riconoscimenti
- 1996: Conferimento della medaglia d'oro "Sapere" attraverso la creazione del palazzo della cultura dei bambini mongoli, Ulan Bator.
- 2004: Premiazione come "miglior talento popolare mongolo" tramite il Ministero dell'Istruzione, Cultura e Scienza della Mongolia.

## Pubblicazioni
- Otgonbayar Ershuu: HEARTFELT HEAVEN Printed in Hiimori Printing Co., Ltd Ulan Bator, Mongolia 2004, ISBN 99929-74-08-7
- Otgonbayar Ershuu: THE GODS Printed in Hiimori Printing Co., Ltd Ulan Bator, Mongolia 2004, ISBN 99929-74-07-9

## Esposizioni
2012
- "OTGO art", Red Ger Gallery, Khan Bank, Ulan Bator, Mongolia
- "OTGO art", Art Gallery & Museum TSAGAANDARIUM Ulan Bator, Mongolia
- "OTGO art", Commerzbank, la Porta di Brandeburgo, Berlino, Germania
- "Kama Sutra in miniatura", galleria ZURAG, Berlino, Germania
- "HUN", galleria ZURAG, Berlino, Germania

2011
- "MONGOL AYAN - 4", Fischer-Art studio a Lipsia, Germania
- "MONGOL AYAN - 1", Alsazia, Francia
- "THE GODS", galleria ZURAG, Berlino, Germania
- "ROARING HOOFS", Bonn, Germania
- "ROARING HOOFS", galleria ZURAG, Berlino, Germania

2009
- "OTGO IN THE PALACE SEEHEIM", mostra, Seeheim Palace, Costanza, Germania
- "OTGO IN THE PALACE", Palazzo Örebro, Örebro, Svezia

2007
- "OTGO in Örebro", esposizione "Konstfrämjandet" galleria, Örebro, Svezia
- "Paradise felt with my heart", Monaco di Baviera, Germania
- "MINIATURA", Deutsche Bank, Berlino, Germania
- "Mongol miniatura", Mongolia Centro, Friburgo in Brisgovia, Germania
- "THE GODS", il museo Adelhauser, Friburgo in Brisgovia, Germania

1996
- "HOS YUS", Ulan Bator, Mongolia